# Thamyris
Thamyris (altgriechisch Θάμυρις Thámyris) oder Thamyras ist ein berühmter Sänger, Dichter und Kithara-Spieler (Kitharöde) der griechischen Mythologie. 
Der Sänger war, wie der noch bekanntere Orpheus, ein Thraker. Er war Sohn des ebenfalls ausgezeichneten Musikers Philammon und der Nymphe Argiope. Philammon war einer der drei Söhne Apollons. Lehrer von Thamyris war Linos, ein anderer Sohn Apolls. Sein Schüler erreichte dabei allmählich eine immer vollkommenere Kunstfertigkeit. Sein Ruhm war so gewaltig, dass er es wagte, selbst die Musen zu einem Wettkampf (griechisch Agon) im Gesang herauszufordern. Als Siegerpreis soll er eine von ihnen zur Frau begehrt haben. Dieses Ansinnen entzürnte diese Damen so außerordentlich, dass sie den Sänger für sein frevelhaftes Betragen und Begehren (Hybris) erblinden ließen und ihn aller seiner Kunstfertigkeiten beraubten. 
Bei Homer in der Ilias (2,594–600) liest man dazu:
… dort wo die Musen

Findend den Thrakier Thamyris einst des Gesanges beraubten,

Der aus Öchalia kam von Eurytos. Denn sich vermessend

Prahlt’ er laut, zu siegen im Lied, und sängen auch selber

Gegen ihn die Musen, des Ägiserschütterers Töchter.

Doch die Zürnenden straften mit Blindheit jenen, und nahmen

Ihm den holden Gesang, und die Kunst der tönenden Harfe.
Auch später blieb das Schicksal des Sängers ein beliebtes Motiv. So verfasste Sophokles laut Athenaios über dieses Thema ein Jugenddrama, in dem er bei der Uraufführung selbst in der Rolle des Titelhelden als Kitharöde auftrat. 
Thamyris galt nach mehreren Autoren als Erfinder der Männerliebe:
„Kleio aber verliebte sich in Pieros, den Sohn des Magnes, … kam mit ihm zusammen und gebar von ihm den Knaben Hyakinthos, zu dem Thamyris, der Sohn des Philammon und der Nymphe Argiope, Liebe fasst, als erster damit beginnend Männer zu lieben.“ (Bibliotheke des Apollodor 1,16f.).

## Antike Quellen
- Bibliotheke des Apollodor 1,3,3
- Diodorus Siculus 3,67
- (Pseudo-)Euripides, Rhesus 915–925
- Homer, Ilias 2,594-600
- Pausanias, Beschreibung Griechenlands 4,33,3; 4,33,7; 10,28,2
- Platon, Ion 533b–533c
- Plinius der Ältere, Naturalis historia 7,207
- Plutarch, De musica 1132a–b
- Zenobios, Sprichwörter 4,27